# Pokémon di nona generazione
La nona generazione dei videogiochi della serie Pokémon comprende i titoli Pokémon Scarlatto e Violetto, commercializzati su Nintendo Switch a partire dal novembre 2022.
Sono state introdotte solo quattro nuove forme regionali: A Paldea, Wooper assume la combinazione di Veleno e Terra che potrà evolvere in Clodsire e Tauros che assume il tipo Lotta, tuttavia a seconda della versione è possibile incontrare Tauros di Paldea di tipo Lotta e Fuoco e Tauros di Paldea di tipo Lotta e Acqua.

## Elenco dei Pokémon
| Numero | Nome         | Evoluzione                         |
| ------ | ------------ | ---------------------------------- |
| 906    | Sprigatito   | Si evolve in Floragato             |
| 907    | Floragato    | Si evolve in Meowscarada           |
| 908    | Meowscarada  | Evoluzione di Floragato            |
| 909    | Fuecoco      | Si evolve in Crocalor              |
| 910    | Crocalor     | Si evolve in Skeledirge            |
| 911    | Skeledirge   | Evoluzione di Crocalor             |
| 912    | Quaxly       | Si evolve in Quaxwell              |
| 913    | Quaxwell     | Si evolve in Quaquaval             |
| 914    | Quaquaval    | Evoluzione di Quaxwell             |
| 915    | Lechonk      | Si evolve in Oinkologne            |
| 916    | Oinkologne   | Evoluzione di Lechonk              |
| 917    | Tarountula   | Si evolve in Spidops               |
| 918    | Spidops      | Evoluzione di Tarantoula           |
| 919    | Nymble       | Si evolve in Lokix                 |
| 920    | Lokix        | Evoluzione di Nymble               |
| 921    | Pawmi        | Si evolve in Pawmo                 |
| 922    | Pawmo        | Si evolve in Pawmot                |
| 923    | Pawmot       | Evoluzione di Pawmo                |
| 924    | Tandemaus    | Si evolve in Maushold              |
| 925    | Maushold     | Evoluzione di Tandemaus            |
| 926    | Fidough      | Si evolve in Dachsbun              |
| 927    | Dachsbun     | Evoluzione di Fidough              |
| 928    | Smoliv       | Si evolve in Doliv                 |
| 929    | Dolliv       | Si evolve in Arboliva              |
| 930    | Arboliva     | Evoluzione di Doliv                |
| 931    | Squawkabilly | Nessuna evoluzione                 |
| 932    | Nacli        | Evolve in Naclstack                |
| 933    | Naclstack    | Evolve in Garganacl                |
| 934    | Garganacl    | Evoluzione di Naclstack            |
| 935    | Charcadet    | Si evolve in Armarouge o Ceruledge |
| 936    | Armarouge    | Evoluzione di Charcadet            |
| 937    | Ceruledge    | Evoluzione di Charcadet            |
| 938    | Tadbulb      | Si evolve in Bellibolt             |
| 939    | Bellibolt    | Evoluzione di Tadbulb              |
| 940    | Wattrel      | Si evolve in Kilowattrel           |
| 941    | Kilowattrel  | Evoluzione di Wattrel              |
| 942    | Maschiff     | Si evolve in Mabostiff             |
| 943    | Mabosstiff   | Evoluzione di Maschiff             |
| 944    | Shroodle     | Si evolve in Grafaiai              |
| 945    | Grafaiai     | Evoluzione di Shroodle             |
| 946    | Bramblin     | Si evolve in Brambleghast          |
| 947    | Brambleghast | Evoluzione di Bramblin             |
| 948    | Toedscool    | Si evolve in Toedscruel            |
| 949    | Toedscruel   | Evoluzione di Toedscool            |
| 950    | Klawf        | Nessuna evoluzione                 |
| 951    | Capsakid     | Si evolve in Scovillain            |
| 952    | Scovillain   | Evoluzione di Capsakid             |
| 953    | Rellor       | Si evolve in Rabsca                |
| 954    | Rabsca       | Evoluzione di Rellor               |
| 955    | Flittle      | Si evolve in Espathra              |
| 956    | Espathra     | Evoluzione di Flittle              |
| 957    | Tinkatink    | Si evolve in Tinkatuff             |
| 958    | Tinkatuff    | Si evolve in Tinkaton              |
| 959    | Tinkaton     | Evoluzione di Tinkatuff            |
| 960    | Wiglett      | Si evolve in Wugtrio               |
| 961    | Wugtrio      | Evoluzione di Wiglett              |
| 962    | Bombirdier   | Nessuna evoluzione                 |
| 963    | Finizen      | Si evolve in Palafin               |
| 964    | Palafin      | Evoluzione di Finizen              |
| 965    | Varoom       | Si evolve in Revavroom             |
| 966    | Revavroom    | Evoluzione di Varoom               |
| 967    | Cyclizar     | Nessuna evoluzione                 |
| 968    | Orthworm     | Nessuna evoluzione                 |
| 969    | Glimmet      | Si evolve in Glimmora              |
| 970    | Glimmora     | Evoluzione di Glimmet              |
| 971    | Greavard     | Si evolve in Houndstone            |
| 972    | Houndstone   | Evoluzione di Greavard             |
| 973    | Flamigo      | Nessuna evoluzione                 |
| 974    | Cetoddle     | Si evolve in Cetitan               |
| 975    | Cetitan      | Evoluzione di Cetoddle             |
| 976    | Veluza       | Nessuna evoluzione                 |
| 977    | Dondozo      | Nessuna evoluzione                 |
| 978    | Tatsugiri    | Nessuna evoluzione                 |
| 979    | Annihilape   | Evoluzione di Primeape             |
| 980    | Clodsire     | Evoluzione di Wooper di Paldea     |
| 981    | Farigiraf    | Evoluzione di Girafarig            |
| 982    | Dudunsparce  | Evoluzione di Dunsparce            |
| 983    | Kingambit    | Evoluzione di Bisharp              |
| 984    | Grandizanne  | Nessuna evoluzione                 |
| 985    | Codaurlante  | Nessuna evoluzione                 |
| 986    | Fungofurioso | Nessuna evoluzione                 |
| 987    | Crinealato   | Nessuna evoluzione                 |
| 988    | Alirasenti   | Nessuna evoluzione                 |
| 989    | Peldisabbia  | Nessuna evoluzione                 |
| 990    | Solcoferreo  | Nessuna evoluzione                 |
| 991    | Saccoferreo  | Nessuna evoluzione                 |
| 992    | Manoferrea   | Nessuna evoluzione                 |
| 993    | Colleferro   | Nessuna evoluzione                 |
| 994    | Falenaferrea | Nessuna evoluzione                 |
| 995    | Spineferree  | Nessuna evoluzione                 |
| 996    | Frigibax     | Si evolve in Arctibax              |
| 997    | Arctibax     | Si evolve in Baxcalibur            |
| 998    | Baxcalibur   | Evoluzione di Arctibax             |
| 999    | Gimmighoul   | Evolve in Gholdengo                |
| 1000   | Gholdengo    | Evoluzione di Gimmighoul           |
| 1001   | Wo-Chien     | Nessuna evoluzione                 |
| 1002   | Chien-Pao    | Nessuna evoluzione                 |
| 1003   | Ting-Lu      | Nessuna evoluzione                 |
| 1004   | Chi-Yu       | Nessuna evoluzione                 |
| 1005   | Lunaruggente | Nessuna evoluzione                 |
| 1006   | Eroeferreo   | Nessuna evoluzione                 |
| 1007   | Koraidon     | Nessuna evoluzione                 |
| 1008   | Miraidon     | Nessuna evoluzione                 |
| 1009   | Acquecrespe  | Nessuna evoluzione                 |
| 1010   | Fogliaferrea | Nessuna evoluzione                 |
| 1011   | Dipplin      | Evolve da Applin                   |
| 1012   | Poltchageist | Evolve in Sinistcha                |
| 1013   | Sinistcha    | Evolve da Poltchageist             |
| 1014   | Okidogi      | Nessuna evoluzione                 |
| 1015   | Munkidori    | Nessuna evoluzione                 |
| 1016   | Fezandipiti  | Nessuna evoluzione                 |
| 1017   | Ogerpon      | Nessuna evoluzione                 |
| 1018   | Archaludon   | Evoluzione di Duraludon            |
| 1019   | Hydrapple    | Evoluzione di Dipplin              |
| 1020   | Vampeaguzze  | Nessuna evoluzione                 |
| 1021   | Furiatonante | Nessuna evoluzione                 |
| 1022   | Massoferreo  | Nessuna evoluzione                 |
| 1023   | Capoferreo   | Nessuna evoluzione                 |
| 1024   | Terapagos    | Nessuna evoluzione                 |
| 1025   | Pecharunt    | Nessuna evoluzione                 |

### Sprigatito
Sprigatito (デカヌチャン?, Nyahoja) è un Pokémon di tipo erba categorizzato nel Pokédex come Pokémon Erbagatto. È uno dei tre Pokémon iniziali della regione di Paldea. Evolve in Floragato con l'aumento di livello.
Nella serie animata, Liko ne possiede un esemplare, ricevuto nell'episodio Il pendente dell'inizio, parte 1 come suo Pokémon iniziale.

### Floragato
Floragato (ニャローテ?, Nyarote) è un Pokémon di tipo erba, classificato nel Pokédex come Pokémon Erbagatto. Evolve da Sprigatito ed evolve in Meowscarada con l'aumento di livello. Nella serie animata Liko ne possiede un esemplare, evoluzione del suo sprigatito.

### Meowscarada
Meowscarada (デカヌチャン?, Masquernya) è un Pokémon di tipo Erba/Buio categorizzato nel Pokédex come Pokémon Illusionista. Evolve da Floragato. Nella serie animata Liko ne possiede un esemplare, evoluzione del suo Floragato.

### Fuecoco
Fuecoco (ホゲータ?, Hogator) è un Pokémon di tipo Fuoco, categorizzato nel Pokédex come Pokémon Fuocodrillo. È uno dei tre Pokémon iniziali di Paldea. Evolve in Crocalor con l'aumento di livello. Nella serie animata, Roy possiede un esemplare della specie, catturato nell'episodio L'antica Poké Ball.

### Crocalor
Crocalor (アチゲータ?, Achigator) è un Pokémon di tipo Fuoco, categorizzato nel Pokédex come Pokémon Fuocodrillo. È l'evoluzione di Fuecoco, evolve a sua volta in Skeledirge con l'aumento di livello. Nella serie animata Roy ne possiede un esemplare, evoluzione del suo Fuecoco.

### Skeledirge
Skeledirge (ラウドボーン?, Loudboune) è un Pokémon di tipo Fuoco/Spettro noto come Pokémon Cantante. Evolve da Crocalor con l'aumento di livello.

### Quaxly
Quaxly (クワッス?, Kuwassu) è un Pokémon di tipo Acqua, classificato nel Pokédex come Pokémon Anatroccolo. È uno dei tre Pokémon iniziali di Paldea. Evolve in Quaxwell con l'aumento di livello. Nella serie animata Dot ne possiede un esemplare, catturato nell'episodio Finché sono con Quaxly.

### Quaxwell
Quaxwell (ウェルカモ?, Welkamo) è un Pokémon di tipo Acqua, classificato nel Pokédex come Pokémon Esercizio. Evolve da Quaxly ed evolve in Quaquaval con l'aumento di livello. Nella serie animata Dot ne possiede un esemplare, evoluzione del suo Quaxly.

### Quaquaval
Quaquaval (ウェーニバル?, Wanival) è un Pokémon di tipo Acqua/Lotta, categorizzato nel Pokédex come Pokémon Ballerino. Evolve da Quaxwell con l'aumento di livello.

### Lechonk
Lechonk (グルトン?, Gourton) è un Pokémon base di tipo Normale, noto come Pokémon Porcellino. Evolve in Oinkologne con l'aumento di livello.

### Oinkologne
Oinkologne (パフュートン?, Perfuton) è un Pokémon di tipo Normale, noto come Pokémon Porcellino, evolve da Lechonk. A seconda del genere assume due forme diverse.

### Tarountula
Tarountula (タマンチュラ?, Tamantula) è un Pokémon base di tipo Coleottero, categorizzato nel Pokédex come Pokémon Gomitolo. Evolve in Spidops con l'aumento di livello.

### Spidops
Spidops (ワナイダー?, Wanaider) è un Pokémon di tipo Coleottero, categorizzato nel Pokédex come Pokémon Trappola. Evolve da Tarountula.

### Nymble
Nymble (マメバッタ?, Mamebatta) è un Pokémon base di tipo Coleottero, categorizzato nel Pokédex come Pokémon Cavalletta. Evolve in Lokix con l'aumento di livello.

### Lokix
Lokix (エクスレッグ?, Exleg) è un Pokémon di tipo Coleottero/Buio, categorizzato come Pokémon Cavalletta. Evolve da Nymble.

### Pawmi
Pawmi (パモ?, Pamo) è un Pokémon base di tipo Elettro, categorizzato nel Pokédex come Pokémon Topo. Evolve in Pawmo con l'aumento di livello.

### Pawmo
Pawmo (パモット?, Pamot) è un Pokémon di tipo Elettro/Lotta, categorizzato nel Pokédex come Pokémon Topo. Evolve da Pawmi ed evolve in Pawmot dopo aver fatto 1000 passi in modalità lotta autonoma.

### Pawmot
Pawmot (パーモット?, Parmot) è un Pokémon di tipo Elettro/Lotta, categorizzato nel Pokédex come Pokémon Toccasana. Evolve da Pawmi. La campionessa Nemi ne possiede un esemplare.

### Tandemaus
Tandemaus (ワッカネズミ?, Wakkanezumi) è un Pokémon d tipo Normale, categorizzato nel Pokédex come Pokémon Coppia. Evolve in Maushold con l'aumento di livello.

### Maushold
Maushold (イッカネズミ?, Ikkanezumi) è un Pokémon di tipo Normale, categorizzato nel Pokédex come Pokémon Famiglia. Evolve da Tandemaus. Possiede forme diverse: Trigamiglia e Quadrifamiglia.

### Fidough
Fidough (パピモッチ?, Pupimocchi) è un Pokémon base di tipo Folletto, categorizzato nel Pokédex come Pokémon Cagnolino. Evolve in Dachsbun con l'aumento di livello.

### Dachsbun
Dachsbun (バウッツェル?, Bowtzel) è un Pokémon di tipo Folletto, categorizzato nel Pokédex come Pokémon Cane. Evolve da Fidough.

### Smoliv
Smoliv (ミニーブ?, Minive) è un Pokémon base di tipo Erba/Normale, categorizzato nel Pokédex come Pokémon Oliva. Evolve in Dolliv con l'aumento di livello.

### Dolliv
Dolliv (オリーニョ?, Olinyo) è un Pokémon di tipo Erba/Normale, categorizzato nel Pokédex come Pokémon Oliva. Evolve da Smoliv ed volve in Arboliva con l'aumento di livello.

### Arboliva
Arboliva (オリーヴァ?, Orīva) è un Pokémon di tipo Erba/Normale, categorizzato nel Pokédex come Pokémon Oliva. Evolve da Dolliv.

### Squawkabilly
Squawkabilly (イキリンコ?, Ikirinko) è un Pokémon base di tipo Normale/Volante classificato nel Pokédex come Pokémon Pappagallo. La specie possiede quattro differenti forme dette piumaggi: verde, blu, giallo e bianco.

### Nacli
Nacli (コジオ?, Kojio) è un Pokémon di tipo Roccia noto come Pokémon Salgemma. Evolve in Naclstack con l'aumento di livello.

### Naclstack
Naclstack (ジオヅム?, Jiodumu) è un Pokémon di tipo Roccia, categorizzato come Pokémon Salgemma. Evolve da Nacli ed evolve in Garganacl con l'aumento di livello.

### Garganacl
Garganacl (キョジオーン?, Kyojiohn) è un Pokémon di tipo Roccia, noto come Pokémon Salgemma. Evolve da Naclstack.

### Charcadet
Charcadet (カルボウ?, Carbou) è un Pokémon base di tipo Fuoco, categorizzato come Pokémon Infantigneo. Può evolvere in Armarouge se esposto ad Armatura Fausta, mentre in Ceruledge se esposto ad Armatura Infausta. Nella serie animata Liko ne possiede un esemplare.

### Armarouge
Armarouge (グレンアルマ?, Gurenarma) è un Pokémon di tipo Fuoco/Psico, categorizzato come Pokémon Guerrigneo. È l'evoluzione di Charcadet.

### Ceruledge
Ceruledge (ソウブレイズ?, Soulblades)
è un Pokémon di Tipo Fuoco/Spettro, categorizzato nel Pokédex come Pokémon Spadaccigneo. È l'evoluzione di Charcadet.

### Tadbulb
Tadbulb (ズピカ?, Zupika) è un Pokémon base di tipo elettro, categorizzato come Pokémon Amperino. Evolve in Bellibolt se esposto a una Pietratuono.

### Bellibolt
Bellibolt (ハラバリー?, Harabarie) è un Pokémon di tipo Elettro, conosciuto come Pokémon Amperana. È l'evoluzione di Tadbulb.

### Wattrel
Wattrel (カイデン?, Kaiden) è un Pokémon base di tipo Elettro/Volante noto come Pokémon Idrobatide. Evolve in Kilowattrel con l'aumento di livello. Nella serie animata Roy ne possiede un esemplare.

### Killowattrel
Kilowattrel (タイカイデン?, Taikaiden) è un Pokémon di tipo Elettro/Volante, classificato come Pokémon Fregata. Evolve da Wattrel. Nella serie animata Roy ne possiede un esemplare, evoluzione del suo Wattrel.

### Maschiff
Maschiff (オラチフ?, Orachifu) è un Pokémon di tipo Buio, noto come Pokémon Rompicollo. Evolve in Mabosstiff con l'aumento di livello.

### Mabosstiff
Mabosstiff (マフィティフ?, Mafitifu) è un Pokémon di tipo Buio conosciuto come Pokémon Boss. È l'evoluzione di Maschiff.

### Shroodle
Shroodle (シルシュルー?, Shirushurū) è un Pokémon base di tipo Veleno/Normale, classificato come Pokémon Velenotopo. Si evolve in Grafaiai con l'aumento di livello.

### Grafaiai
Grafaiai (タギングル?, Taggingru) è un Pokémon di tipo Veleno/Normale, categorizzato come Pokémon Velenprimate. Evolve da Shroodle.

### Bramblin
Bramblin (アノクサ?, Anokusa) è un Pokémon base di tipo Erba/Spettro, categorizzato come Pokémon Rotolerba. Si evolve in Brambleghast con l'aumento di livello dopo aver fatto 1000 passi come Pokémon mandato avanti.

### Brambleghast
Brambleghast (アノホラグサ?, Anohoragusa) è un Pokémon di tipo Erba/Spettro, categorizzato come Pokémon Rotolerba. Si evolve da Bramblin.

### Toedscool
Toedscool (ノノクラゲ?, Nonokurage) è un Pokémon di tipo Terra/Erba, categorizzato nel Pokédex come Pokémon Auricularia. Evolve in Toedscruel con l'aumento di livello. Sembra avere forti somiglianze a Tentacool.

### Toedscruel
Toedscruel (リククラゲ?, Rikukurage) è un Pokémon di tipo Terra/Erba, categorizzato nel Pokédex come Pokémon Auricularia. Evolve da Toedscool. Sembra avere grandi somiglianze a Tentacruel.

### Klawf
Klawf (ガケガニ?, Gakegani) è un Pokémon base di tipo Roccia conosciuto come Pokémon Agguato. Un esemplare della specie funge da Pokémon dominante.

### Capsakid
Capsakid (カプサイジ?, Kapusaiji) è un Pokémon di tipo Erba, categorizzato come Pokémon Habanero. Si evolve in Scovillain se esposto a una Pietrafocaia.

### Scovillain
Scovillain (スコヴィラン?, Sukoviran) è un Pokémon di tipo Erba/Fuoco, categorizzato come Pokémon Habanero. Evolve da Capsakid.

### Rellor
Rellor (シガロコ?, Shigaroko) è un Pokémon di tipo Coleottero noto come Pokémon Rotolatore. Si evolve in Rabsca per livello dopo aver fatto 1000 passi come Pokémon mandato avanti.

### Rabsca
Rabsca (ベラカス?, Beracas) è un Pokémon di tipo Coleottero/Psico, noto come Pokémon Rotolatore. Si evolve da Rellor.

### Flittle
Flittle (ヒラヒナ?, Hirahina) è un Pokémon base di tipo Psico. Evolve in Espathra con l'aumento di livello.

### Espathra
Espathra (クエスパトラ?, Cuespatra)  è un Pokémon di tipo Psico, conosciuto come Pokémon Struzzo. Evolve da Flittle con l'aumento di livello.

### Tinkatink
Tinkatink (カヌチャン?, Kanuchan) è un Pokémon base di tipo Folletto/Acciaio, classificato come Pokémon Forgiatore. Evolve in Tinkatuff con l'aumento di livello. È una specie esclusivamente femminile. Nella serie animata Dot ne possiede un esemplare, catturano nell' episodio Il martello ideale di Tinkatink.

### Tinkatuff
Tinkatuff (ナカヌチャン?, Nakanuchan) è un Pokémon di tipo Folletto/Acciaio, categorizzato nel Pokédex come Pokémon Martello. È l'evoluzione di Tinkatink, evolve a sua volta in Tinkaton con l'aumento di livello. È una specie esclusivamente femminile. Nella serie animata Dot ne possiede un esemplare, evoluzione del suo Tinkatink.

### Tinkaton
Tinkaton (デカヌチャン?, Dekanuchan) è un Pokémon di tipo Folletto/Acciaio, classificato nel Pokédex come Pokémon Martello. Evolve da Tinkatuff. È una specie esclusivamente femminile.

### Wiglett
Wiglett (ウミディグダ?, Umidigda) è un Pokemon base di tipo Acqua, categorizzato come Pokémon Grongo. Sembra avere grandi somiglianze a Diglett. Evolve in Wugtrio con l'aumento di livello.

### Wugtrio
Wugtrio (ウミトリオ?, Umitrio) è un Pokémon di tipo Acqua, categorizzato come Pokémon Grongo. Sembra avere grandi somiglianze a Dugtrio. Evolve da Wiglett.

### Bombirdier
Bombirdier (オトシドリ?, Otoshidori) è un Pokémon base di tipo Volante/Buio, categorizzato come Pokémon Gettaoggetti. Un esemplare della specie funge da Pokémon dominante.

### Finizen
Finizen (ナミイルカ?, Namiiruka) è un Pokémon base di tipo Acqua, categorizzato come Pokémon Delfino. Si evolve in Palafin con l'aumento di livello se si gioca in modalità cooperativa con la Cerchia contatto.

### Palafin
Palafin (イルカマン?, Irukaman) è un Pokémon di tipo Acqua, categorizzato come Pokémon Delfino (nella forma ingenua) e Pokémon Eroe (nella forma possente) È l'evoluzione di Finizen. È l'unica specie con l'abilità Supercambio, con la quale è in grado di cambiare forma.

### Varoom
Varoom (ブロロン?, Buroron) è un Pokémon base di tipo Acciaio/Veleno, classificato come Pokémon Monocilindro. Evolve in Revavroom con l'aumento di livello.

### Revavroom
Revavroom (ブロロローム?, Burororōmu) è un Pokémon di tipo Acciaio/Veleno, categorizzato come Pokémon Policilindro. Evolve da Varoom. Ogni capobanda del Team Star utilizza una versione personalizzata di questa specie dette Starmobile.

### Cyclizar
Cyclizar (モトトカゲ?, Mototokage) è un Pokémon di Tipo Drago/Normale, noto come Pokémon Cavalcatura. Koraidon e Miraidon sembrano essere specie paradosso di questo Pokémon.

### Orthworm
Orthworm (ミミズズ?, Mimizuzu) è un Pokémon base di tipo Acciaio, categorizzato come Pokémon Lombrico. Un esemplare della specie funge da Pokémon dominante.

### Glimmet
Glimmet (キラーメ?, Kirame) è un Pokémon base di tipo Roccia/Veleno, categorizzato come Pokémon Minerale. Evolve in Glimmora con l'aumento di livello.

### Glimmora
Glimmora (キラフロル?, Kirafuroru) è un Pokémon di tipo Roccia/Veleno, noto come Pokémon Minerale. Evolve da Glimmet.

### Greavard
Greavard (ボチ?, Bochi) è un Pokémon base di tipo Spettro, noto come Pokémon Cantasma. Evolve in Houndstone con l'aumento di livello di notte.

### Houndstone
Houndstone (ハカドッグ?, Hakadoggu) è un Pokémon di tipo Spettro, conosciuto come Pokémon Cantasma. Evolve da Greavard.

### Flamigo
Flamigo (カラミンゴ?, Karamingo) è un Pokémon base di tipo Volante/Lotta, noto come Pokémon Sincronia.

### Cetoddle
Cetoddle (アルクジラ?, Arukujira) è un Pokémon base di tipo Ghiaccio, classificato nel Pokédex come Pokémon Balenoterra. Evolve in Cetitan se esposto a una Pietragelo.

### Cetitan
Cetitan (ハルクジラ?, Harukujira) è un Pokémon base di tipo Ghiaccio, classificato nel Pokédex come Pokémon Balenoterra. È l'evoluzione di Cetoddle.

### Veluza
Veluza (ミガルーサ?, Migarūsa) è un Pokémon base di tipo Acqua/Psico, classificato nel Pokédex come Pokémon Separazione.

### Dondozo
Dondozo (ヘイラッシャ?, Heyrusher) è un Pokémon base di tipo Acqua, classificato come Pokémon Pescegattone. Insieme a Tatsugiri forma un Pokémon dominante.

### Tatsugiri
Tatsugiri (シャリタツ?, Syaritatsu) è un Pokémon base di tipo Drago/Acqua, classificato come Pokémon Mimetico. In coppia con Dondozo forma un Pokémon dominante. Possiede tre forme diverse: tesa, arcuata e adagiata.

### Annihilape
Annihilape (コノヨザル?, Konoyozaru) è un Pokémon di tipo Lotta/Spettro, noto come Pokémon Irascimmia. Evolve da Primeape.

### Clodsire
Clodsire (ドオー?, Dooh) è un Pokémon di tipo Veleno/Terra, noto come Pokémon Pescespine. Evolve da Wooper di Paldea.

### Farigiraf
Farigiraf (リキキリン?, Rikikirin) è un Pokémon di tipo Normale/Psico, classificato come Pokémon Lungocollo. È l'evoluzione di Girafarig.

### Dudunsparce
Dudunsparce (ノココッチ?, Nokokocchi) è un Pokémon di tipo Normale, evolve da Dunsparce. È noto come Pokémon Terraserpe. Possiede due forme differenti.

### Kingambit
Kingambit (ドドゲザン?, Dodogezan) è un Pokémon di tipo Buio/Acciaio, classificato come Pokémon Granspada. È l'evoluzione di Bisharp

### Grandizanne
Grandizanne (イダイナキバ?, Idainakiba) è un Pokémon Paradosso di tipo Terra/Lotta che ricorda Donphan. In Pokémon Scarlatto un membro della specie funge da Pokémon dominante.

### Codaurlante
Codaurlante (サケブシッポ?, Sakebushippo) è un Pokémon Paradosso di tipo Folletto/Psico che ricorda Jigglypuff

### Fungofurioso
Fungofurioso (アラブルタケ?, Araburutake) è un Pokémon Paradosso di tipo Erba/Buio che ricorda Amoonguss.

### Crinealato
Crinealato (ハバタクカミ?, Habatakukami) è un Pokémon Paradosso di tipo Spettro/Folletto che ricorda Misdreavus.

### Alirasenti
Alirasenti (チヲハウハネ?, Chiwohauhane) è un Pokémon Paradosso di tipo Coleottero/Lotta che ricorda Volcarona.

### Peldisabbia
Peldisabbia (スナノケガワ?, Sunanokegawa) è un Pokémon Paradosso di tipo Elettro/Terra che ricorda Magneton.

### Solcoferreo
Solcoferreo (テツノワダチ?, Tetsunowadachi) è un Pokémon Paradosso di tipo Terra/Acciaio che ricorda Donphan. In Pokémon Violetto un esemplare della specie funge da Pokémon dominante.

### Saccoferreo
Saccoferreo (テツノツツミ?, Tetsunotsutsumi) è un Pokémon Paradosso di tipo Ghiaccio/Acqua che ricorda Delibird.

### Manoferrea
Manoferrea (テツノカイナ?, Tetsunokaina) è un Pokémon Paradosso di tipo Lotta/Elettro che ricorda Hariyama.

### Colloferreo
Colleferro (テツノコウベ?, Tetsunokoube) è un Pokémon Paradosso di tipo Buio/Volante che ricorda Hydreigon.

### Falenaferrea
Falenaferrea (テツノドクガ?, Tetsunodokuga) è un Pokémon Paradosso di tipo Fuoco/Veleno che ricorda Volcarona.

### Spineferree
Spineferree (テツノイバラ?, Tetsunoibara) è un Pokémon Paradosso di tipo Roccia/Elettro che ricorda Tyranitar.

### Frigibax
Frigibax (セビエ?, Sebie) è un Pokémon base di tipo Drago/Ghiaccio, classificato nel Pokédex come Pokémon Gelopinna. Evolve in Arctibax con l'aumento di livello.

### Arctibax
Arctibax (セゴール?, Segōru) è un Pokémon di tipo Drago e Ghiaccio, classificato nel Pokédex come Pokémon Gelopinna. Evolve da Arctibax ed evolve in Baxcalibur con l'aumento di livello.

### Baxcalibur
Baxcalibur (ハルクジラ?, Seglaive) è un Pokémon di tipo Drago/Ghiaccio, conosciuto come Pokémon Gelodrago. Evolve da Barctibax.

### Gimmighoul
Gimmighoul (コレクレー?, Collecurei) è un Pokémon base di tipo Spettro, categorizzato come Pokémon Scrigno (nella forma scrigno) e Pokémon Trovatesori (nella forma ambulante). La forma Scrigno evolve in Gholdengo.

### Gholdengo
Gholdengo (サーフゴー?, Surfugo) è un Pokémon di tipo Acciaio/Spettro, conosciuto come Pokémon Tesoro, è l'evoluzione di Gimmighoul.

### Wo-Chien
Wo-Chien (チオンジェン?, Chionjen) è un Pokémon leggendario di tipo Buio/Erba, conosciuto come Pokémon Disgrazia.

### Chien-Pao
Chien-Pao (パオジアン?, Paojian) è un Pokémon leggendario di tipo Buio/Ghiaccio, conosciuto come Pokémon Disgrazia.

### Ting-Lu
Ting-Lu (ディンルー?, Dinlu) è un Pokémon leggendario di tipo Buio/Terra, classificato come Pokémon Disgrazia.

### Chi-Yu
Chi-Yu (イーユイ?, Yiyui) è un Pokémon leggendario di tipo Buio/Fuoco, classificato come Pokémon Disgrazia.

### Lunaruggente
Lunaruggente (トドロクツキ?, Todorokutsuki) è un Pokémon Paradosso di tipo Drago/Buio che ricorda Salamence.

### Eroeferreo
Eroeferreo (テツノブジン?, Tetsunobujin) è un Pokémon paradosso di tipo Folletto/Lotta che ricorda nell'aspetto sia Gardevoir che Gallade.

### Koraidon
Koraidon (コライドン?, Koraidon) è un Pokémon leggendario di tipo Lotta/Drago, mascotte di Pokémon Scarlatto. È un Pokémon Paradosso del passato inizialmente noto come Realato (ツバサノオウ?, Tsubasano'ou), che ricorda Cyclizar.

### Miraidon
Miraidon (ミライドン?, Miraidon) è un Pokémon leggendario di tipo Elettro/Drago, mascotte di Pokémon Violetto. È un Pokémon paradosso del futuro inizialmente noto come Serpeferrea (テツノオロチ?, Tetsuno'oroch) che ricorda Cyclizar.

### Acquecrespe
Acquecrespe (ウネルミナモ?, Uneruminamo) è un Pokémon paradosso di tipo Acqua/Drago che ricorda Suicune.

### Fogliaferrea
Fogliaferrea (テツノイサハ?, Tetsunoisaha) è un Pokémon paradosso di tipo Erba/Psico che ricorda Virizion.

### Dipplin
Dipplin (カミッチュ?, Kamicchu) è un Pokémon di tipo Erba/Drago, classificato come Pokémon Pomelassa, è un'evoluzione alternativa di Applin. Evolve in Hydrapple dopo l'apprendimento della mossa Grido del drago.

### Poltchageist
Poltchageist (チャデス?, Chadesu) è un Pokémon di tipo Erba/Spettro che ricorda Sinistea. Evolve in Sinistcha. Nel Pokédex è categorizzato come Pokémon Matcha.

### Sinistcha
Sinistcha (ヤバソチャ?, Yabasocha) è un Pokémon di tipo Erba/Spettro che ricorda Polteageist. Evolve da Poltchageist. Nel Pokédex è categorizzato come Pokémon Matcha.

### Okidogi
Okidogi (イイネイヌ?, Iineinu) è un Pokémon leggendario di tipo Veleno/Lotta noto come Pokémon Servo. È una specie esclusivamente maschile.

### Munkidori
Munkidori (マシマシラ?, Mashimashira) è un Pokémon leggendario di tipo Veleno/Psico, noto come Pokémon servo. È una specie esclusivamente maschile.

### Fezandipiti
Fezandipiti (キチキギス?, Kichikigisu) è un Pokémon leggendario di tipo Veleno/Folletto, noto come Pokémon servo. È una specie esclusivamente maschile.

### Ogerpon
Ogerpon (オーガポン?, Ogerpon) è un Pokémon leggendario di tipo Erba, noto come Pokémon Maschera. Possiede multiple forme a seconda della maschera indossata, con le quali può assumere i tipi: Erba/Fuoco con la Maschera focolare, Erba/Acqua con la Maschera Pozzo, Erba/Roccia con la Maschera Fondamenta, con la maschera turchese rimane di tipo Erba. È in grado di imparare una mossa esclusiva, Clava di liane, che cambia tipo a seconda della maschera indossata. È una specie esclusivamente femminile.

### Archaludon
Archaludon (ブリジュラス?, Briduras) è un Pokémon di tipo Acciaio/Drago, categorizzato come Pokémon Metallolega. Evolve da Duraludon.

### Hydrapple
Hydrapple (カミツオロチ?, Kamitsuorochi)
è un Pokémon di tipo Erba/Drago, evolve da Dipplin, è quindi lo stadio evolutivo finale di Applin.

### Vampeaguzze
Vampeaguzze (ウガツホムラ?, Ugatsuhomura) è un 
Pokémon paradosso di tipo Fuoco/Drago che ricorda nelle sembianze Entei.

### Massoferreo
Massoferreo (テツノイワオ?, Tetsunoiwao)
è un Pokémon paradosso di tipo Roccia/Psico che ricorda nelle sembianze Terrakion.

### Furiatonante
Furiatonante (タケルライコ?, Takeruraiko) è un Pokémon paradosso di tipo Elettro/Drago che ricorda Raikou.

### Capoferreo
Capoferreo (テツノカシラ?, Tetsunokashira) è un Pokémon paradosso di tipo Acciaio/Psico che ricorda Cobalion.

### Terapagos
Terapagos (テラパゴス?, Terapagos) è un Pokémon leggendario di tipo Normale con forme alternative.
Nella serie animata Liko ne possiede un esemplare noto con il soprannome di 
Pagogo.

### Pecharunt
Pecharunt (モモワロウ?, Momowarou) è un Pokémon misterioso di tipo Veleno/Spettro.